# 루이 1세 드 부르봉 공작

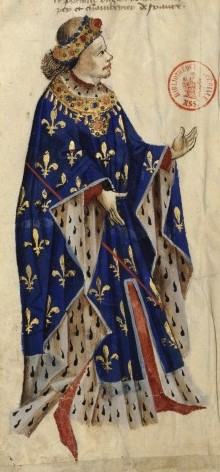
루이 1세

루이 1세 드 부르봉(Louis Ier de Bourbon)은 부르봉 공작이다. 별명은 절름발이공(le Boiteux). 1317년 부친 클레르몽텅보베지 백작 로베르의 사망 후 클레르몽 백작령을 물려받았으며 1327년 프랑스 국왕 샤를 4세에 의해 부르봉, 라마르슈 영지를 클레르몽과 영지교환하여 부르봉 공작, 라마르슈 백작을 겸하게 되었다.